# Willer-sur-Thur
Willer-sur-Thur là một xã trong tỉnh Haut-Rhin, vùng Grand Est ở đông bắc Pháp. Xã này có diện tích 18 km², dân số năm 1999 là 1955 người. Khu vực này có độ cao 370 mét trên mực nước biển.